# Steffen Schreyer

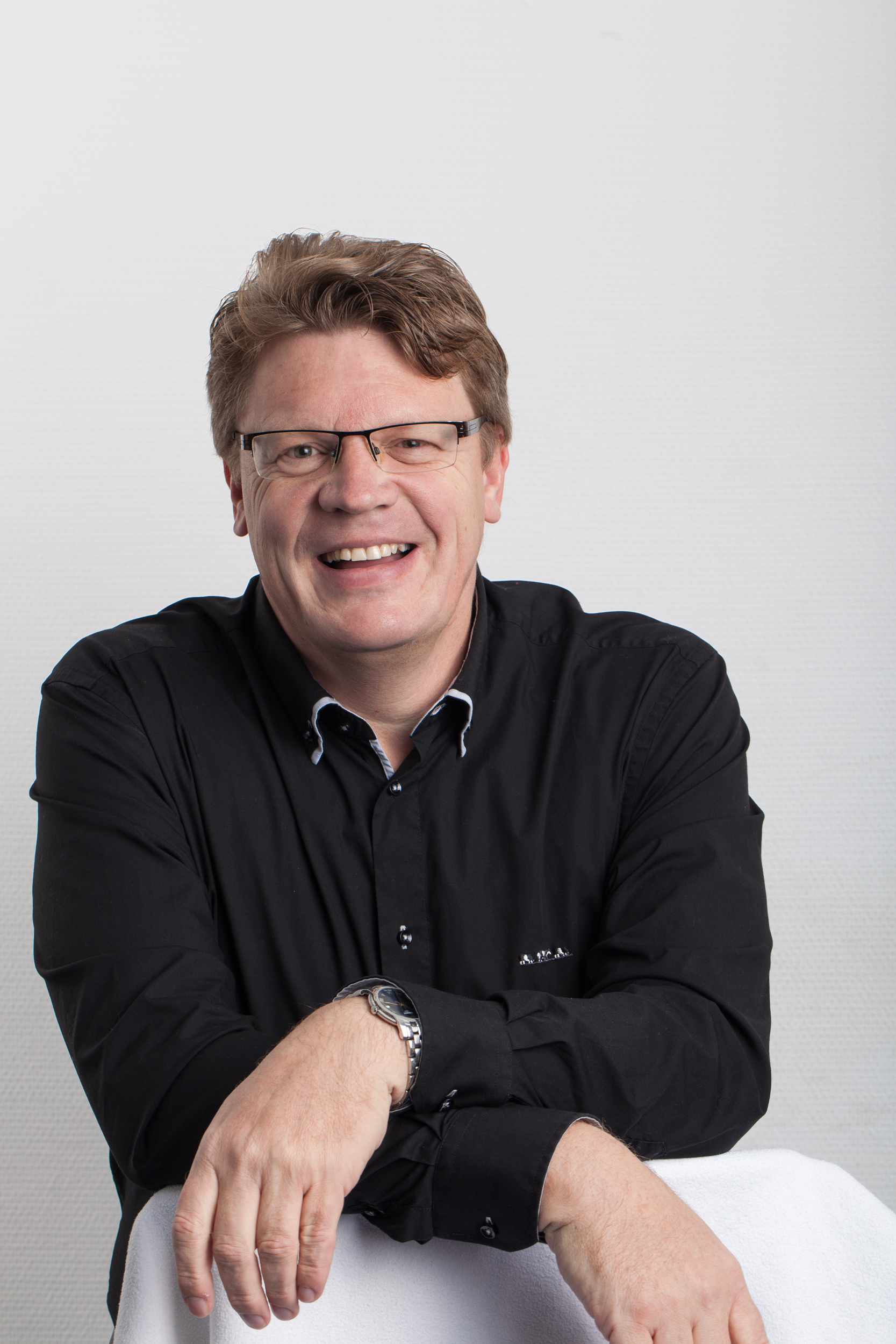
Steffen Schreyer (2018)

Steffen Schreyer (* 1968 in Gerolzhofen) ist ein deutscher Dirigent und Kirchenmusiker.

## Leben und Wirken
Steffen Schreyer studierte Kirchenmusik und Konzertfach Orgel an der Hochschule für Musik und Theater München. 1989 gründete er in seiner Heimatstadt Gerolzhofen den Kammerchor Motettus ecclesiae, mit dem er in Bayern in Erscheinung trat. Seine Ausbildung als Chordirigent vertiefte er bei Anders Eby an der Königlichen Musikhochschule in Stockholm. Dort wurde er anlässlich seines Meisterklassendiploms 1997 mit der Medaille der Musikalischen Akademie, dem sog. Belöningsjeton für außergewöhnliche Leistungen ausgezeichnet. Damit war er der erste Dirigierabsolvent der Stockholmer Musikhochschule, der diese Ehrung empfing.
Von 1995 bis 2001 war Steffen Schreyer als Domorganist an der Domkirche St. Erich sowie als freischaffender Chordirigent tätig. Seine Konzerttätigkeit führte ihn u. a. zum Schwedischen Radiochor, dem Eric-Ericson-Kammerchor, dem Litauischen Staatschor, dem WDR Rundfunkchor Köln, dem NDR Rundfunkchor Hamburg sowie dem Kammerorchester Stockholms Sinfonietta.
Zur Förderung zeitgenössischer Chormusik gründete er das Vokalensemble Kontrast, das Werke der Kompositionsklasse der Stockholmer Musikhochschule im Dialog mit den Komponisten erarbeitete und uraufführte. Er arbeitete mit Komponisten wie Thomas Jennefelt, Sven-David Sandström, Lars-Erik Rosell und Gunnar Hahn und später Jürg Baur, Michael Hoppe und Michael Denhoff eng zusammen. Ein Anliegen ist ihm, Aufführungen zeitgenössischer Musik durch Einbeziehung außermusikalischer Elemente zu einer vielschichtigen Performances zu machen. Interesse bringt er auch nicht-klassischen Gesangstechniken wie z. B. dem Obertongesang entgegen. Hier arbeitete er u. a. mit Wolfgang Saus und Stuart Hinds zusammen und war mit Saus Mitbegründer des Europäischen Obertonchors, den er ebenfalls leitet.
Von 2001 bis zur Schließung des Instituts im Jahr 2007 bekleidete Steffen Schreyer eine Professur für Chordirigieren an der Katholischen Hochschule für Kirchenmusik St. Gregorius in Aachen. Hier rief er einen Aufbaustudiengang für Chordirigieren ins Leben, der – mit einem 16-köpfigen professionellen Vokalensemble als Instrument für die Studierenden – in Deutschland einmalig war. Bundesweit Interesse fand der im Juni 2004 von ihm und dem norwegischen Komponisten Knut Nystedt gemeinsam gehaltene Meisterkurs in Chordirigieren. Außerdem gründete er ebenfalls in Aachen 2001 den Kinderchor St. Gregorius, um den Studenten der Kirchenmusikhochschule auch auf diesem Gebiet ein exemplarisches Arbeiten zu ermöglichen. Dieser Kinderchor zählte rasch weit über 100 Mitwirkende und errang zahlreiche Preise.
Schreyer ist Gründer und musikalischer Leiter der Europäischen Vokalsolisten, einem professionell besetzten Ensemble mit Sängern aus Skandinavien, dem Baltikum und Zentraleuropa. Er ist Gastdirigent bei Dirigierkursen, Dozent bei Festivals und Juror diverser Chorwettbewerbe sowie mit zahlreichen Rundfunk-, Fernseh- und CD-Produktionen. Seit 2008 ist er Chefdirigent des Slowenischen Kammerchores in Ljubljana. Im Jahr 2009 wurde Schreyer als Kirchenmusikdirektor an das Konstanzer Münster berufen. Seit dem Wintersemester 2010/2011 hat er einen Lehrauftrag für Dirigieren an der Musikhochschule Freiburg i. Br. inne. Im Dezember 2020 wurde Schreyer zum Domkapellmeister am Essener Münster berufen, am 1. Januar 2021 trat er seinen Dienst an.

## Auszeichnungen und Preise
- 1998: 1. Preis beim VI. Internationalen G. P. da Palestrina-Chorwettbewerb in Rom mit Stockholms Barockkör
- 2007: 1. Preis beim Internationalen Chorwettbewerb in Linz mit dem Kinderchor St. Gregorius
- 2007: 2. Preis beim Internationalen Chordirigierwettbewerb Mariele Ventre in Bologna
- 2008: 1. Preis beim Internationalen Chorwettbewerb in Bratislava mit dem Kinderchor St. Gregorius

## Diskographie
- Michael Denhoff: In unum Deum, op. 93 (sowie Credo, op. 93a) für Sopran, Bariton, Chor, Orgel und Instrumentalensemble. Kompositionsauftrag des Gesprächskreises für Musik und Kirche und der Deutschen Bischofskonferenz anlässlich des 1. Ökumenischen Kirchentages in Berlin. Irene Kurka (Sopran), Alban Lenzen (Bariton), Chor und Orchester der KHK St. Gregorius Aachen, Ltg. Steffen Schreyer. Cybele.
- Sancta Lucia, Light in a Dark Time. Cantate.